# تريس كانتوس
تريس كانتوس (بالإنجليزية: Tres Cantos)‏ هي بلدية ومدينة في منطقة الحكم الذاتي وتقع في منطقة مدريد في وسط إسبانيا. تبلغ مساحة هذه المدينة 37.93 (كم²)، ويبلغ عدد سكانها 41302 نسمة حسب إحصاء سنة 2012 م.

## توأمة
لتريس كانتوس اتفاقيات توأمة مع كل من:
- سيرجي
- سان ماندي منذ (2004 - )

## وصلات خارجية
- http://www.trescantos.es نسخة محفوظة 6 يناير 2010 على موقع واي باك مشين.